# Camponotus apostolus
Camponotus apostolus é uma espécie de inseto do gênero Camponotus, pertencente à família Formicidae.